# Marianne Brandt
Marianne Brandt (Chemnitz, 1893. október 1. – Kirchberg, 1983. június 18.) fémtervező.

## Életrajza
Leánykori nevén Marianne Liebe, 1893-ban született Chemnitzben. 1911-1917 között a weimari Grossherzoglich-Sächsische Hochschule für Bildende Kunston tanult.
- 1924 januárjától 1926 júliusáig volt a Bauhaus növendéke: Josef Albers és Moholy-Nagy László alapozó kurzusát látogatta. Tanult Paul Klee-nél és Kandinszkij-nál. Tanulmányokat folytatott a fémfeldolgozó műhelyben, majd tanulmányi szerződést kötött mint ezüstműves tanonc.
- 1927 áprilisától a Bauhaus fémfeldolgozó műhelyének munkatársa, 1928 áprilisától 1929 szeptemberéig vezetőhelyettese.
- 1929-ben Walter Gropius berlini építészeti irodájában dolgozott, bútorokat és berendezési tárgyakat készített, főként a karlsruhe-dammerstocki telep számára.
- 1930-1933 között a gothai Ruppelwerk fémgyárban dolgozott.
- 1933-ban munkanélküli lett, visszatért Chemnitzbe. Festészettel és szövéssel foglalkozott.
- 1949-1951 között a drezdai Hochschule für Bildende Künste fa-, fém- és kerámiarészlegének docense.
- 1951-1954 között a Mart Stam vezette berlin-weissenseei Hochschule für angewandte Kunst munkatársa, az Alkalmazott Művészeti Intézet ipari formatervezője és szakértője.
- 1954-től Chemnitzben ismét szabadúszóként dolgozott.
- 1983-bon halt meg a szászországi Kirchbergben

## Jelentősége a Bauhaus programban
Marianne Brandt a Bauhaus fémfeldolgozó műhelyének egyik legtehetségesebb munkatársa volt. Kiemelkedő korai darabok fűződnek a nevéhez, például kannák és ezüstkészletetek.